# Port Egmont (Falklandinseln)
Koordinaten: 51° 20′ S, 60° 12′ W
Port Egmont war der erste britische Stützpunkt auf den Falklandinseln (auch: Malwinen). Er lag auf der Insel Saunders Island (spanisch Isla Trinidad) am natürlichen Hafen Port Egmont.

## Geschichte
Im Jahr 1765 landete Commodore John Byron bei Port Egmont auf Westfalkland (spanisch Gran Malvina) und nahm die Inselgruppe im Namen der britischen Krone in Besitz, ein Jahr später begründete Kapitän John McBride in Port Egmont die erste britische Siedlung. Vier Jahre später, 1770, vertrieben die Spanier während der Falklandkrise die Briten von Port Egmont, was beide Länder an den Rand eines Krieges brachte. Nach langen Verhandlungen zwischen Großbritannien, Frankreich und Spanien kam es 1771 zur Verständigung, in deren Folge Port Egmont wieder an die Briten fiel. Mitte Mai 1774 gab Großbritannien die Falklandinseln auf. Grund dafür war Großbritanniens geheimes Versprechen an Spanien, die Inseln aufzugeben. In der Korrespondenz zwischen dem spanischen und dem französischen Botschafter in London sowie in britischen diplomatischen Notizen heißt es ausdrücklich, dass Großbritannien die Falklandinseln aufgeben würde, sobald Spanien die durch die britische Vertreibung aus Port Egmont beschädigte Ehre wiederhergestellt hätte. Im Jahr 1780 wurde die Siedlung von den spanischen Behörden zerstört. Am 3. Januar 1833 besetzte das Vereinigte Königreich gewaltsam die Falklandinseln und vertrieb die argentinischen Behörden und die Bevölkerung.

## Einzelnachweis
1. ↑  Kohen, Marcelo G.; Rodríguez, Facundo D.: The Malvinas/Falklands Between History and Law. CreateSpace Independent Publishing Platform, 2017, S. 47–48, abgerufen am 6. Juni 2025 (englisch).